# Histoires de la fin des temps
Histoires de la fin des temps est le quinzième tome, et le troisième volume de la deuxième série, de La Grande Anthologie de la science-fiction.
Préfacée par Demètre Ioakimidis, l'anthologie réunit treize nouvelles et a été publiée en 1983.

## Publication
- Demètre Ioakimidis (dir.), Histoires de la fin des temps, Le Livre de poche n°3777, 1983, 445 p., 11 x 16,5 cm  (ISBN 2-253-02580-1).

## Extrait de la préface
« Quel que soit le point de vue choisi, l'auteur qui se propose de raconter une histoire se déroulant dans un avenir lointain doit faire sentir à son lecteur les différences qui séparent l’époque évoquée du présent. Ou, s’il n’y a pas de différences, il doit trouver de bonnes raisons pour concilier cette ressemblance avec le passage postulé de nombreux siècles. Une des ressemblances généralement acceptées – on peut parler de constante, à d’assez rares exceptions près – concerne l’homme : il est habituellement admis, pour la clarté du récit, que l'apparence et la psychologie de notre espèce resteront inchangées, ou pratiquement inchangées, au cours des millénaires. Est-ce là un postulat justifié ? Notre Histoire paraît le suggérer ; mais notre Histoire est souvent beaucoup plus courte que celle dont l'auteur nous crédite pour l’avenir. »
— Demètre Ioakimidis, extrait de la préface, fin page 7 et début page 8

## Nouvelles

### Le Dernier Terrien
- Auteur : Lester del Rey.
- Titre original : The Last Earthman.
- Publication : If n°92, juillet 1965.
- Place dans le recueil : p. 15 à 27.
- Traduction : René Lathière.
- Résumé : L'espèce humaine a fini par essaimé dans toute la galaxie. Pendant ce temps, sur Terre, les conflits ont continué. Des guerres atomiques s'y sont déroulées. Aujourd'hui, il ne reste qu'un seul humain sur Terre : Egon. Un vaisseau spatial apparaît. Ce sont des humains qui colonisent des planètes telluriques viables. Ils croient arriver sur un monde neuf : Egon les met vite au courant qu'ils sont revenus sur la planète originaire de l’aventure humaine.
- Liens externes : 
  - Fiche sur iSFdb
  - Fiche sur Noosfère

### L'Ultime Rencontre
- Auteur : Harry Harrison.
- Titre original : Final Encounter.
- Publication : Galaxy Magazine n°128, avril 1964.
- Place dans le recueil : p. 28 à 58.
- Traduction : Michel Demuth.
- Résumé : Un vaisseau spatial, composé de Hautamaki, Tjond et Gulyas, est parvenu à l'autre bout de la galaxie. Les astronautes découvrent en pleine zone vide des centaines de télescopes, destinés à n'importe quels êtres vivants munis de mains, pinces, tentacules, etc. Apparemment ces télescopes ont été créés et installés pour que n'importe quelle espèce puisse explorer l'espace. Or tous ces télescopes sont braqués vers le même endroit : une petite étoile située en bordure de la galaxie, loin de tout. Ils décident de s'y rendre, puisqu'il semble bien que les télescopes ont été placés de telle manière que des visiteurs se rendent vers cette étoile. Arrivés à proximité de l'étoile, ils sont accueillis par des êtres bipèdes, avec têtes étranges, bras étranges, jambes étranges. Le contact se noue avec le représentant des aliens qui dit se nommer Liem. Une analyse ADN comparée montre que les ADN des aliens et des humains sont comparables à 99%. Ce n'est pas un hasard. Hautamaki et ses deux compagnons sont issus d'une branche humaine qui a exploré la galaxie en passant par la frange gauche ; les « aliens » sont issus d'une branche humaine qui a exploré la galaxie en passant par la frange droite. Les deux branches se sont retrouvées : la galaxie a été conquise par l'humanité, et aucun véritable extraterrestre n'y a jamais été croisé.
- Liens externes : 
  - Fiche sur iSFdb
  - Fiche sur Noosfère

### Autodafé
- Auteur : Damon Knight.
- Titre original : Auto-da-Fé.
- Publication : Galaxy Magazine n°109, février 1961.
- Place dans le recueil : p. 59 à 68.
- Traduction : Michel Demuth.
- Article connexe : Autodafé.
- Remarque : c'est la nouvelle la plus courte du recueil.
- Résumé : Le dernier humain vit sur Terre, et va bientôt mourir. Nul autre humain sur la planète, nul enfant ; en revanche il y a des chiens intelligents qui servent les humains (en l'occurrence le dernier humain). Ces chiens sont composés d'un mâle, prénommé Roland, et d'une cinquantaine de chiennes. Roland sent que lui aussi mourra un jour, et qu'il est le seul à pouvoir inséminer les chiennes, qui toutes veulent avoir des portées de chiots et perpétuer l'espèce. Roland formule une requête à l'humain (dont le nom ou le prénom n'est jamais précisé) : la nourriture que les chiens absorbent contient une substance chimique contraceptive qui les empêche de se reproduire ; l'humain accepterait-il de supprimer l'absorption de cette substance chimique ? La fin du récit montre la réaction de l'humain à l'énoncé de cette requête : ne voulant pas mourir seul, mais ne voulant pas non plus que l'espèce canine survive à l'espèce humaine, il tue Roland.
- Liens externes :
  - Fiche sur iSFdb
  - Fiche sur Noosfère

### Université
- Auteur : Peter Phillips.
- Titre original : University.
- Publication : Galaxy Magazine n°29, avril 1953.
- Place dans le recueil : p. 69 à 103.
- Traduction : Arlette Rosenblum.
- Bref résumé : des humains à bord d'un vaisseau spatial entrent en contact avec une civilisation extraterrestre. On leur fait passer l'équivalent d'un « examen d'entrée à l'université » : les humains sont-ils assez matures pour être accueillis au sein de la grande civilisation galactique ?

### Forteresse
- Auteur : Fred Saberhagen.
- Titre original : Fortress Ship.
- Publication : If n°72, janvier 1963.
- Place dans le recueil : p. 104 à 121.
- Traduction : Bruno Martin.
- Remarque : la nouvelle a aussi reçu en français le titre Les Dames et le Fou furieux.
- Résumé : Pour détruire un « berserker », ce redoutable vaisseau spatial robotisé construit il y a des millénaires par une espèce extraterrestre aujourd'hui disparue, il faut trois vaisseaux humains qui le prennent en tenaille. Or Del Murray et Foxglove ne sont que deux, ils attendent l'arrivée de Gizmo. Quelques heures d'attente éprouvantes : le berserker va-t-il les attaquer et détruire leurs vaisseaux ? C'est alors que le berserker leur fait une proposition pour le moins étrange : jouer une partie spatiale du jeu de dames ! La partie s'engage et le temps gagné permet l’arrivée de Gizmo. Dès son arrivée, les trois vaisseaux terriens passent à l'attaque et détruisent le berserker.
- Liens externes :
  - Fiche sur iSFdb
  - Fiche sur Noosfère

### Du danger des traités
- Auteur : Katherine MacLean et Tom Condit[1].
- Titre original : Trouble with Treaties.
- Publication : Star Science Fiction Stories n°5, mai 1959.
- Place dans le recueil : p. 122 à 164.
- Traduction : Paul Hébert.
- Remarque : nouvelle humoristique.
- Résumé : 
  - Le Wllyll'n, vaisseau spatial d'une civilisation extraterrestre, entre en contact avec le vaisseau humain Kemal Ataturk. Les Aliens sont issus d'une espèce particulièrement agressive qui ne raisonne qu'en termes de dominants (cette espèce) et de dominés (potentiellement, toutes les autres espèces vivantes). Ils ne comprennent pas les concepts de liberté et d'égalité. Le vaisseau alien est puissamment armé et est dirigé par Bryllw, un commandant dominateur. Les humains, pour leur part, sont dans un vaisseau spatial moins bien armé et sont loin d'être aussi agressifs. Mais ils ont un avantage que les Aliens ignorent : à leur bord se trouve des Télépathes qui comprennent approximativement les intentions du commandant alien. Les humains ne peuvent réagir qu'avec ruse.
  - Le contact a lieu. Pendant quelques heures, les deux parties, grâce aux ordinateurs, apprennent la langue de l’autre. Le commandant du vaisseau humain, Chang, propose à son homologue Bryllw de visiter le vaisseau humain. Bryllw accepte et déclare qu'il dirige un modeste vaisseau commercial. Un entretien entre les deux commandants a lieu ; les échanges sont difficiles tant les représentants des deux civilisations sont éloignés culturellement entre eux. Puis Chang fait visiter le vaisseau à Bryllw, tandis que les deux commandants évoquent l'hypothèse d'un futur traité commercial (chacun des deux sait in petto que ce traité ne sera jamais signé ni honoré).
  - Durant la visite du vaisseau humain, Chang fait croire à Bryllw que les humains disposent un armement puissant et sophistiqué, et que des armes surpuissantes sont pointées sur le vaisseau alien (ce qui n'est pas le cas). Il lui fait croire que la civilisation humaine est tout autant agressive que celle des Aliens. C'est alors qu'apparaît la mascotte de l'équipage humain : un chat prénommé Ombre. Chang fait croire à Bryllw que « le Chat » est le maître du vaisseau. Bryllw tente d'entrer en contact avec « le Chat », mais ce dernier s'étire sur le fauteuil, se gratte la tête, fait sa toilette en léchant et lustrant sa fourrure. Chang fait mine de traduire à Bryllw les « réponses télépathiques » du Chat. Bryllw est impressionné par le comportement hiératique et dominateur du félin, en qui il voit une espèce ancienne, fière et dominatrice. Il est déstabilisé par la demande de Chang qui propose, à la demande du Chat qui ronronne à présent, la signature d'un traité commercial à court terme dans une zone neutre de l'espace.
  - Abrégeant la visite du vaisseau humain et la discussion avec Chang et le Chat, Bryllw rentre à bord de son propre vaisseau. Il ordonne le départ immédiat afin de semer les humains : nul doute que ces derniers dirigés par « les Chats » sont une espèce aussi puissante et agressive que les Aliens. Autant rompre tout contact dès à présent.
- Liens externes :
  - Fiche sur iSFdb
  - Fiche sur Noosfère

### Le Papillon de Lune
- Auteur : Jack Vance.
- Titre original : The Moon Moth.
- Première publication aux États-Unis : Galaxy Magazine n°112, août 1961.
- Première publication en France : Galaxie (2e série) n°22, éd. OPTA, février 1966.
- Autres publications en langue française :
  - Le Livre d'or de la science-fiction : Jack Vance, n°5097, éd. Pocket, 1980  (ISBN 2-266-00957-5).
  - Papillon de lune, éd. Pocket, collection Le Grand Temple de la S-F, septembre 1988  (ISBN 2-266-02357-8)
- Place dans le recueil : p. 165 à 221.
- Traduction : Michel Deutsch.
- Résumé : (le récit est composé de cinq petits chapitres).
  - Edwer Thissel a été envoyé par les Planètes-Mères comme consul général sur la planète Sirène quelques mois avant le début du récit. Sur cette planète, les autochtones ont deux particularités. La première est que, pour communiquer, ils ne parlent pas mais chantent poétiquement en s'accompagnant de divers instruments de musique. En fonction de la personne à qui on s'adresse ou du ton que l'on veut donner au discours, on emploie tel ou tel instrument et on chante sur telle ou telle gamme. Pour communiquer avec les Siréniens, il faut donc savoir chanter poétiquement et savoir jouer une demi-douzaine d'instruments de musique locaux. La seconde particularité est que tous les habitants cachent leurs visages derrière des masques. Là encore, chaque masque est choisi en fonction de la position sociale de celui qui le porte, de sa notoriété, de son état d'esprit, etc. Edwer Thissel a donc appris à chanter et jouer de divers instruments de musique. Comme masque, il a choisi le masque du « Papillon de Lune » (d'où le titre de la nouvelle). Il peut compter sur l'aide bienveillante de trois autres citoyens issus des Planètes-Mères : Esteban Rolver (chef d'escale au spatioport), Cornely Welibus (agent commercial) et Mathew Kershaul (anthropologue).
  - Quand la nouvelle commence, Edwer Thissel reçoit un message urgent du Bureau politique inter-mondes : il doit immédiatement procéder à l'arrestation d'un criminel dangereux, Haxo Angmark, qui doit débarquer le jour même sur la planète. Si l’arrestation est impossible, l'homme doit être abattu. En recevant le message, Edwer Thissel est stressé : il n'est ni militaire, ni policier, et n'a aucune idée du visage de celui qu'il doit interpeller. Or justement, le vaisseau spatial à bord duquel se trouve le criminel vient de se poser sur le spatioport. Mais lorsqu'il arrive sur les lieux, Haxo Angmark a déjà débarqué et a disparu. Edwer Thissel doit rechercher un homme qu'il ne connaît pas et qui désormais porte un masque ! Edwer Thissel est aidé par Rolver, Welibus et Kershaul, ce qui ne l'empêche pas de commettre divers impairs. Ainsi il interpelle quelqu'un qu'il croit être Haxo Angmark alors qu'il s'agit d'un honnête Sirénien. L'homme est prêt à le provoquer en duel. De même, allant enquêter auprès des fabricants de masques pour tenter de découvrir quel masque a acheté le fugitif, il a une grave altercation avec un fabricant/vendeur de masque qui réagit très mal aux questions posées (Thissel manque d'être tué par le fabricant).
  - Le lendemain, le cadavre d'un étranger est repêché dans le port. S'agit-il d'Haxo Angmark ? Thissel croit plutôt que le fugitif a assassiné Rolver, Welibus ou Kershaul et qu'il a pris la place de l'un de ses alliés. Mais lequel ? La situation est d'autant plus problématique qu'il ne connaît pas les véritables voix des trois hommes (puisque les conversations se font en chantant) ni leurs visages (en raison des masques). Il met au point un plan pour tenter de découvrir si Haxo Angmark a pris la place d'un des trois hommes, et lequel.
  - Dans le dernier chapitre, Thissel n'a pas le temps d'agir pour capturer Haxo Angmark : le criminel passe à l'action, attaque sa résidence et le fait prisonnier. Thissel lui explique comment il a déterminé de quel allié Angmark a pris la place : en récapitulant les masques habituellement portés durant les dernières semaines par Rolver, Welibus ou Kershaul, il a constaté que très récemment Welibus avait totalement changé ses habitudes. Il était facile d'en déduire que Haxo Angmark avait pris la place de Welibus. Haxo Angmark reconnaît le mérite de Thissel mais ne le laisse pas longtemps sans réagir : il lui enlève le masque du Papillon de Lune, le porte sur son propre visage (afin de prendre la place de Thissel) et fait amener ce dernier sur le quai, mais sans masque, le présentant comme le fugitif Haxo Angmark. Normalement, toute personne trouvée sans masque est lynchée par la foule. C'est d'ailleurs ce qui se produit : plusieurs Siréniens s'en prennent à lui pour le tuer dans la minute. C'est alors que Thissel est sauvé d'une manière inattendue : plusieurs Siréniens qui avaient été choqués du comportement passé de Thissel décident de tuer le porteur du masque du Papillon de Lune afin de laver les offenses qui leur avaient faites dans les jours précédents. C'est ainsi que Haxo Angmark meurt lynché par des Siréniens en colère.
- Liens externes :
  - Fiche sur iSFdb
  - Fiche sur Noosfère
- Article connexe : Liste des nouvelles de Jack Vance.

### Le Roi de Nivôse
- Auteur : Ursula K. Le Guin.
- Titre original : Winter’s King.
- Publication : Orbit n°5, 1969.
- Place dans le recueil : p. 222 à 255.
- Traduction : Jean Bailhache.
- Article connexe : Nivôse.
- Remarques : 
  - la nouvelle se déroule dans l'univers de l'Ékumen et est en lien avec le roman La Main gauche de la nuit publié la même année.
  - le fait que les habitants de la planète Nivôse soient androgynes entraîne, sur le plan de la rédaction, pour les mêmes personnes et souvent à l'intérieur d'une même phrase, l'emploi du masculin et du féminin, comme il/elle, roi/reine (exemples tirés du récit : « On y voit le roi Argaven XVII en bonne santé et bien habillée ; elle termine un petit déjeuner copieux. Elle parle avec une douzaine de gens. »[2] ; « Je suis Argaven, dit-elle. J'ai été roi. »[3]).
- Liens externes :
  - Fiche sur iSFdb
  - Fiche sur Noosfère

### Les Chasseurs
- Auteur : Daniel F. Galouye.
- Titre original : The Chasers.
- Publication : Galaxy Magazine n°109, février 1961.
- Place dans le recueil : p. 256 à 275.
- Traduction : Michel Demuth.
- Résumé : 
  - Le vaisseau spatial piloté par Kent Kassidy et Gene Mason a une avarie et doit se poser en catastrophe sur cette planète dotée d'une atmosphère et qui est peuplée de bipèdes humanoïdes. Recherchant de l’aide, les deux hommes se rendent compte qu'ils se sont posés près d'une habitation dans laquelle vivent des êtres qui sont tout à fait humains. Et ces êtres humains parlent la langue commune galactique : quelle chance !
  - Les deux hommes entrent en relation avec plusieurs habitants de la maisonnée. Chose curieuse, ces habitants paraissent plutôt stupides et intéressés uniquement par le « jeu de la Chasse », qui consiste pour les hommes à courir après les femmes dans le cadre d'une « chasse » humoristique, en plein air et à connotation sexuelle. Mais les deux hommes ne sont pas là pour s'amuser : ils ont un vaisseau spatial à réparer et souhaitent obtenir des composants électroniques. Avec l’accord des humains rencontrés, ils visitent la maison qui est agencée bizarrement. Près d'elle se trouve un animal extraterrestre (ressemblant à une pieuvre-araignée) qui, relié au mur par un câble, sert en quelque sorte de chien de garde. Au loin, on peut apercevoir un très gros engin qui désintègre des débris avant de récolter leurs résidus. Kassidy et Mason, n'ayant rien trouvé d'exploitable dans l'habitation, se demandent où se trouve la ville la plus proche. Interrogés, les résidents ne sont guère précis dans leurs réponses, obnubilés par le  « jeu de la Chasse ».
  - C'est alors que les deux pilotes aperçoivent l'un des immenses engins-désintégrateurs approcher de leur vaisseau spatial et... le désintégrer sous leurs yeux stupéfaits. Ils se rendent compte aussi que l'animal extraterrestre ressemblant à une pieuvre-araignée, loin d'être une sorte de chien de garde, est le maître de la propriété, et que ce sont les humains, stupides et ignorants, qui sont les animaux domestiqués de cet Alien. Kassidy et Mason sont tombés dans une basse-cour dont les poules et les coqs sont les femmes et les hommes.
- Liens externes :
  - Fiche sur iSFdb
  - Fiche sur Noosfère

### Ancien Testament
- Auteur : Jerome Bixby.
- Titre original : Old Testament.
- Publication : If n°81, juillet 1964.
- Place dans le recueil : p. 276 à 288.
- Traduction : Frank Straschitz.
- Résumé : Ray et Mary atterrissent sur Sirius IV et en font une brève exploration. Nulle trace de civilisation avancée ; juste des créatures peureuses à faible intelligence. Alors qu'ils viennent de quitter la planète et de reprendre leur voyage stellaire, les humains découvrent un bébé « sirien » caché sous le lit. Ils en déduisent que son géniteur est entré dans le vaisseau durant leur exploration et qu'il l'a laissé là comme un enfant qu'on abandonnerait à la porte d'un orphelinat. Le problème est que les deux explorateurs ignorent comment se nourrit le bébé extraterrestre, qui risque de mourir de faim à brève échéance. Ils décident de le ramener au village : peut-être les créatures extraterrestres l'accepteront-ils et finalement en prendront soin ? Le retour a lieu et l'un des membres de l'équipage ramène le bébé au village visité peu avant. Le vaisseau repart ; celui qui a ramené le bébé remarque qu'il a fait tomber sa lampe électrique, restée sur la planète. Le lecteur apprend alors que le village était sous l'autorité d'un Prêtre qui voulait tuer l'enfant. Lorsque les humains sont revenus, les extraterrestres se sont révoltés contre le Prêtre, l'ont mis à mort et ont sauvé le bébé. Par la suite, le bébé a grandi et est devenu un prophète pour son peuple : tel Moïse, il les a guidés vers la voie de Dieu, en utilisant la lampe électrique oubliée par Ray. Grâce à cette lampe, le bébé sirien devenu adulte a en effet pris l'ascendant sur le peuple de Sirius IV puis a fondé une civilisation. Les dernières lignes du récit montrent un étudiant de la Fédération Galactique, quelques milliers d'années plus tard, qui lit la « Bible Sirienne » énonçant les Origines de la religion révélée ; cet étudiant se dit que « c'est toujours la même chose », avec ces prophètes, qui « arrivent chaque fois que le besoin s'en fait sentir ». Il referme alors la Bible Sirienne et la remet sur l’étagère, puis en prend une autre.
- Liens externes :
  - Fiche sur iSFdb
  - Fiche sur Noosfère

### Boulevard Alpha Ralpha
- Auteur : Cordwainer Smith.
- Titre original : Alpha Ralpha Boulevard.
- Publication : The Magazine of Fantasy & Science Fiction n°121, juin 1961.
- Place dans le recueil : p. 289 à 334.
- Traduction :  Pierre Billon.
- Remarques : 
  - la nouvelle s'inscrit explicitement dans le cadre du cycle des Seigneurs de l'instrumentalité. Un rôle important est ainsi donné dans la nouvelle aux personnages de C'mell et du Seigneur Jestocost.
  - le choix des prénoms des deux protagonistes principaux de la nouvelle (Paul, Virginie), le fait qu'ils parlent la langue française ainsi que le rôle de la tempête qui les sépare évoque le roman Paul et Virginie (1788) de Bernardin de Saint-Pierre.
- Résumé : Les Seigneurs de l'instrumentalité permettent à des personnes motivées qui en ont fait la demande de quitter le doux et protecteur cocon de la vie sécurisée qui leur est offerte et de vivre, le temps de quelques jours, de quelques semaines, voire de quelques années, la vie assez étonnante d'une personne de l'Ancien Temps, celui où il fallait travailler pour se nourrir et où l'on pouvait être agressé par d'autres humains, par des animaux, voire par les conditions météorologiques. C'est ainsi que Paul et Virginie sont placés dans les conditions de la vie de l'Ancien Temps. En remontant le boulevard Alpha Ralpha (d'où le titre de la nouvelle), ils font la connaissance de Macht, dont le but principal est de « connaître la peur ». Leur premier problème est celui de la nourriture : ce n'est pas parce qu'on en réclame qu'on en obtient. Le second est l'apparition d'une tempête qui va séparer le couple (comme dans le roman Paul et Virginie).
- Liens externes : 
  - Fiche sur iSFdb
  - Fiche sur Noosfère

### Pour une poignée de gloire
- Auteur : Cyril M. Kornbluth.
- Titre original : That Share of Glory.
- Publication : Astounding Science Fiction n°254, janvier 1952.
- Place dans le recueil : p. 335 à 387.
- Traduction : Dominique Abonyi.
- Résumé : Un commerçant et un spécialiste de la communication et des langues de l’univers partent sur une planète, qui manque de métaux, afin d’y vendre des pierres précieuses. Le spécialiste exerce efficacement ses talents de négociateur, tant face à des pilleurs de l’espace que lors des transactions commerciales, ou encore dans le cadre d’un tribunal. Pendant le retour, le commerçant révèle que le vrai but de ce voyage était d’empêcher une guerre entre deux empires voulant s’imposer sur la planète en lui fournissant des métaux. En effet, ceux-ci vont pouvoir être créés grâce à un traitement appliqué aux pierres précieuses laissées sur place.
- Liens externes : 
  - Fiche sur iSFdb
  - Fiche sur Noosfère

### La Main tendue
- Auteur : Poul Anderson.
- Titre original : The Helping Hand.
- Publication : Astounding Science Fiction n°234, mai 1950.
- Place dans le recueil : p. 388 à 435.
- Traduction : Maxime Barrière
- Résumé : Une guerre entre deux empires rivaux les a laissés dans une situation économique dévastée. Les terriens veulent aider à leur reconstruction, dans le but également d’en faire des alliés. Alors que l’un des peuples présente de nombreux points communs avec les terriens, l’autre, physiquement plus différent, apparaît en outre rustique et arrogant. L’aide est donc accordée au premier mais refusée au second. Cinquante ans plus tard, le premier peuple a effectivement prospéré grâce aux apports des terriens, mais a perdu ses traditions, son identité et sa fierté. Le second a réalisé et réussi seul sa reconstruction, et a su ainsi préserver ses valeurs.
- Liens externes :
  - Fiche sur iSFdb
  - Fiche sur Noosfère

## Dictionnaire des auteurs
- p. 437 à 445.
- Table des matières : p. 447.